# Jacques Ferrand
Pour les articles homonymes, voir Ferrand.
Jacques Ferrand, né le 14 novembre 1746 à Ormoy (Haute-Saône), mort le 30 septembre 1804 à Amance (Haute-Saône), est un général et homme politique de la Révolution française.

## États de service
Il est le fils de Dominique Ferrand, manouvrier, et de Claudine Voiriot. 
Il entre en service le 13 janvier 1765 dans le régiment royal-infanterie, il est caporal le 4 février 1766, sergent le 16 septembre 1767, il passe sergent-major dans le régiment Brie-infanterie le 6 juin 1776. Il fait les campagnes de 1781 à 1783 sur les Côtes de Bretagne. Le 1er novembre 1784, il est nommé adjudant, porte drapeau le 10 mars 1788.
La Révolution lui permet de poursuivre une belle carrière. Il devient sous-lieutenant le 1er avril 1791. Il est fait chevalier de Saint-Louis le 10 avril 1791, lieutenant le 15 septembre 1791, et capitaine le 1er avril 1792 à la légion des Pyrénées. En 1792 et 1793, il sert à l'armée des Ardennes, et se distingue au siège de Lille.
Il est nommé chef de bataillon le 17 mars 1793 à l'armée du Nord, et il est promu général de brigade provisoire le 6 août 1793, par les représentants du peuple Lebas et Duquesnoy. Il est confirmé dans son grade le 30 août, et il commande à Dunkerque à la place de Souham du 5 au 11 septembre 1793. Il est élevé au grade de général de division le 8 septembre 1793. Le 4 novembre 1793, il est nommé commandant en chef de l’armée des Ardennes, et le 24 nivôse an II (13 janvier 1794), il est envoyé à l’armée du Nord. Commandant la 6e division militaire à Besançon le 24 mai 1795, il est destitué le 19 janvier 1796, et emprisonné.
Réintégré dans son grade par Carnot le 16 mars 1796, il est admis à la retraite le 21 mars suivant.
Il est nommé commandant de la 2e demi-brigade de vétérans de Franche-Comté le 5 août 1800, et il est réadmis à la retraite le 16 décembre 1802.
Maire d’Amance, il est élu député de la Haute-Saône au Conseil des Cinq-Cents le 12 avril 1797, et il en est exclu le 18 fructidor an V (4 septembre 1797). 

### Hommages
Son nom est inscrit en 1836 sur le pilier nord 4e colonne, de l'Arc de triomphe de l'Étoile.